# Конфедерація польської корони
Конфедера́ція Коро́ни По́льської, ККП (пол. Konfederacja Korony Polskiej, KKP), або просто Корона — це польська українофобська і антисемітська ультраправа монархічна консервативна партія. Головою партії є Гжегож Браун.
Партія описується як традиціоналістська і націоналістична, офіційно дотримується монархізму. Цілями партії є «боротьба за благо Польщі, захист її суверенітету, захист польської католицької віри, забезпечення процвітання польських сімей і допомога у формуванні суспільного життя на основі принципів латинської цивілізації».

## Історія
З моменту свого створення партія була в коаліції з Новою надією та Національним рухом під назвою Конфедерація. Лідер партії Гжегож Браун став першим членом партії в Сеймі під час парламентських виборів у Польщі 2019 року.
Браун був кандидатом у президенти від Конфедерації на виборах 2020 року. Під час останнього туру голосування він програв Кшиштофу Босаку, а потім негайно підтримав його кандидатуру.
Брауна описували як ультраправого політика та активіста проти вакцинації.
Брауна часто звинувачують у проросійській риториці. У червні 2022 року, після російського вторгнення в Україну, Браун і кілька інших членів партії підписали проросійську декларацію, в якій говорилося, що війна в Україні є наслідком розширення НАТО, а також законів про українську мову, які «дискримінують російську меншину» (ці тези відповідають тезам російської пропаганди). Партія закликала припинити війну шляхом укладення «компромісу між Росією та Україною». Тоді у вересні 2022 року Браун взяв участь в антиукраїнській акції протесту, під час якої зробив таку заяву: «Зупиніть українізацію Польщі. Зупиніть деполонізацію Польщі. Йдеться про те, щоб зробити Польщу польською». Пізніше цю заяву опублікував державний російський телеканал « Росія-1». У відповідь на негативну реакцію партія подвоїла заяву Брауна; Яцек Цвєнка, особистий помічник Гжегожа Брауна, заявив: «І це успіх нашої акції, якому ліві та ліберали можуть тільки позаздрити! Їм нічого іншого не залишається».
Партія не підтримує політику уряду Польщі щодо надання притулку українським біженцям від війни з 2022 року, а також, як частина Конфедерації, підтримує блокування польськими фермерами кордону з Україною задля недопущення постачання до Польщі українського зерна.
13 грудня 2023 року депутат Гжегож Браун влаштував скандал у будівлі Сейму Польщі, загасивши за допомогою вогнегасника ханукальні свічки та був тимчасово відсторонений від засідань парламенту.